# 食品工業發展研究所
 財團法人食品工業發展研究所（簡稱食品所，英語縮寫FIRDI）。是台灣的一所非營利性研究機構，成立於1965年，創辦者是謝成源。地點位在台灣新竹市。專門研究食品科學、生命科學和生物技術領域。
主要的工作包括產品與產程的研發、生物資源的保存（如微生物庫、基因庫與細胞庫）以及生物檢驗技術（如微生物檢測與鑑定）。是台灣主要的細胞與基因資源的存放地點。此外，專門存放臍帶血的再生緣生物科技設置在此機構內。

## 沿革
財團法人食品工業發展研究所標誌外圍 ERVDITIO. AVCTVS. INITVM. MCMLXV四字乃古拉丁文，意為「研究.發展.創新」。
1965年 | 在台北成立辦事處
1967年 | 於11月1日新竹研究大樓落成啟用
1982年 | 成立菌種保存及研究中心
2002年 | 更名為生物資源保存及研究中心，為亞洲最完整之生物資源中心。
2005年 | 進駐位於台南市的南台灣創新園區，成立台灣南部地區的服務窗口。
2010年 | 負責進駐及營運嘉義產業創新研發中心。

## 組織
財團法人食品工業發展研究所為非營利性財團法人組織，成立於1965年，由台灣罐頭食品工業同業公會、前行政院國際經濟合作發展委員會暨前中國農村復興聯合委員會共同捐資設立。成立初期協助台灣罐頭食品業提昇產品之國際競爭力，創造台灣鳳梨、洋菇、蘆筍、竹筍出口連年世界第一的美譽。之後逐步擴展研發領域，建立食品與生技產業之關鍵技術，為台灣食品領域最具規模之研究發展與專業訓練機構。

## 資料來源
1. ↑  關於再生緣 的存檔，存档日期2007-05-26.

## 外部連結
- FIRDI -- 食品工業研究所 （页面存档备份，存于）